# Плейстон
Плейстон (от греч. plēusis — «плавание», plēō — «плыву») — растительные или животные организмы, обитающие на поверхности воды, или полупогружённые в воду (то есть, обитающие одновременно в водной и воздушной среде).

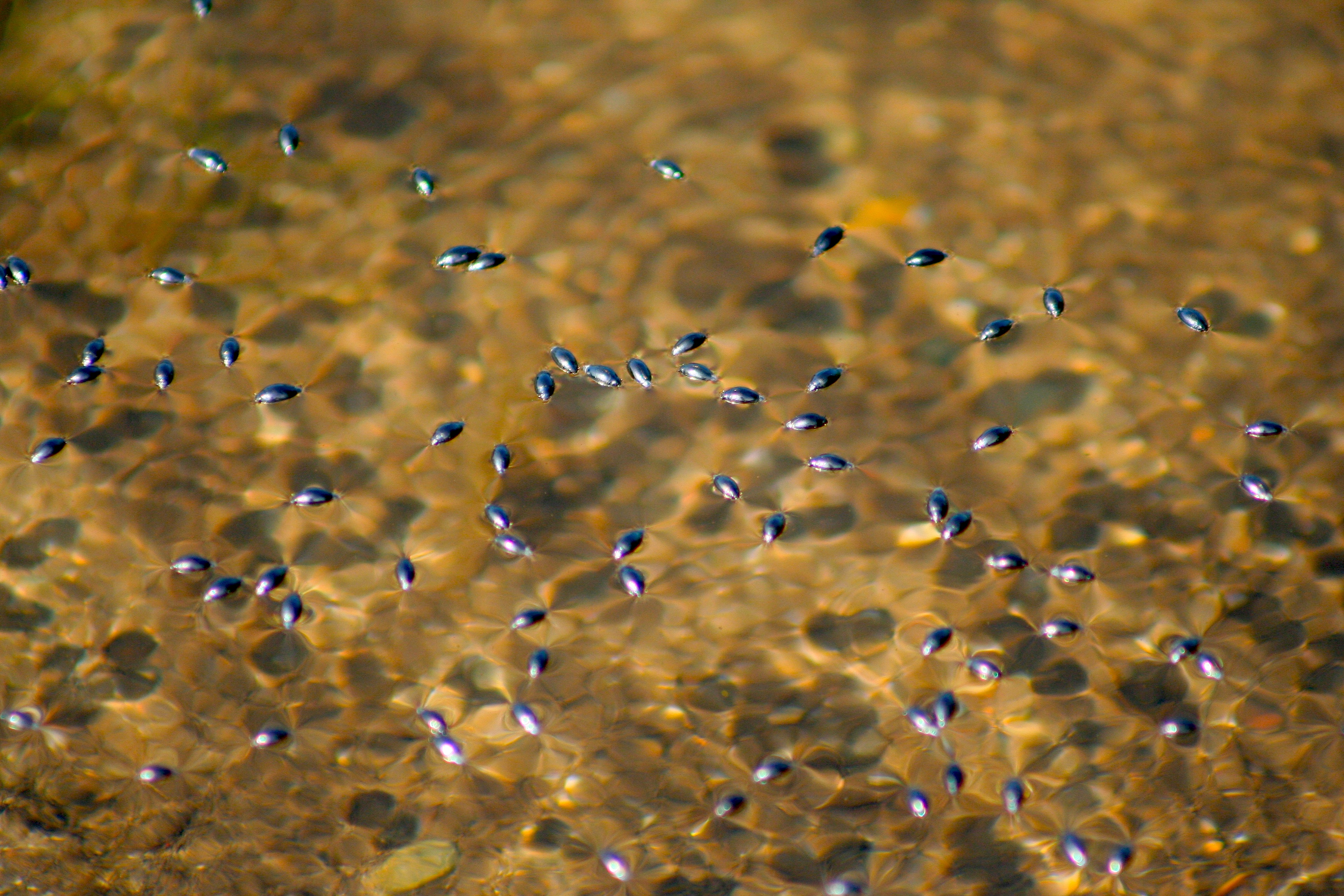
Жуков-вертячек удерживают на поверхности силы поверхностного натяжения воды.

## Приспособления для удержания на поверхности воды
- газовые камеры (например, сифонофора физалия)
- выделение пенистых поплавков (например, актиния миниас, моллюск янтина)
- опора на поверхностную плёнку воды (например, моллюск Glaucus atlanticus)[2]

## Плейстонные растения (фитоплейстон)
Плейстонные растения (например, саргассовые водоросли) способны поглощать углекислый газ как из атмосферного воздуха, так и растворённый в воде.